# Acacia barbinervis
Acacia barbinervis är en ärtväxtart som beskrevs av George Bentham. Acacia barbinervis ingår i släktet akacior, och familjen ärtväxter.

## Underarter
Arten delas in i följande underarter:
- A. b. barbinervis
- A. b. borealis